# Gmina Opoczno
Die Gmina Opoczno [ɔˈpɔtʃnɔ] anhörenⓘ ist eine Stadt-und-Land-Gemeinde im Powiat Opoczyński der Woiwodschaft Łódź in Polen. Sitz des Powiats und der Gemeinde ist die gleichnamige Stadt mit etwa 21.200 Einwohnern.

## Geographie
Die Gemeinde grenzt im Osten an die Woiwodschaft Masowien. Die Stadt Łódź liegt etwa 70 Kilometer nordwestlich, Piotrków Trybunalski 40 Kilometer westlich und Radom etwa 50 Kilometer östlich.

## Geschichte
Stadt und Gemeinde kamen 1950 an die Woiwodschaft Kielce. Im Jahr 1975 wurde der Powiat aufgelöst und die Gemeinde kam zur Woiwodschaft Woiwodschaft Piotrków. 1999 wurde der Powiat wieder eingerichtet  und Teil der Woiwodschaft Łódź.

## Städte- und Gemeindepartnerschaften
- Opočno (Tschechien)
- Bytča (Slowakei)
- Rudomina (Litauen)
- Suderwa (Litauen)
- Tscherniwzi (Ukraine)

## Gliederung
Zur Stadt-und-Land-Gemeinde Opoczno gehören neben der Stadt selbst folgende Dörfer und Siedlungen mit einem Schulzenamt:
Adamów
Antoniów
Bielowice
Brzustówek
Bukowiec Opoczyński
Dzielna
Janów Karwicki
Januszewice
Karwice
Kliny
Kraszków
Kraśnica
Kruszewiec
Kruszewiec-Kolonia
Libiszów
Libiszów-Kolonia
Międzybórz
Modrzew
Modrzewek
Mroczków Duży
Mroczków Gościnny
Ogonowice
Ostrów
Różanna
Sielec
Sitowa
Sobawiny
Sołek
Stużno
Stużno-Kolonia
Wola Załężna
Wólka Karwicka
Wygnanów
Ziębów
Kleinere Ortschaften der Gemeinde sind:
Brzustówek-Kolonia
Brzuśnia
Dęborzeczka
Januszewice (Waldsiedlung)
Kruszewiec PKP
Sitowa (Waldsiedlung)
Stara Wieś
Świerczyna
Wólka Dobromirowa
Wólka Karwicka-Kolonia
Zameczek
Zameczek (Siedlung)

## Verkehr
Der Bahnhof Opoczno Południe befindet sich in Świerczyna an der Schnellfahrstrecke Grodzisk Mazowiecki–Zawiercie (Zentrale Eisenbahnmagistrale des Landes). Der Bahnhof Opoczno ist gegenwärtig Endpunkt des Personenverkehrs an der Bahnstrecke Łódź–Dębica. – Der Haltepunkt Antoniów an der Bahnstrecke Tomaszów Mazowiecki–Radom wird nicht mehr bedient.